# Vangueria madagascariensis
Vangueria madagascariensis ist eine Pflanzenart aus der Familie der Rötegewächse.  Englische Trivialnamen sind Spanish Tamarind oder Voavanga. Ähnlich verwendet wird die kleinere Vangueria infausta.

## Beschreibung
Vangueria madagascariensis wächst als laubabwerfender Strauch oder kleiner Baum bis etwa 10–15 Meter hoch. Der Stammdurchmesser erreicht 20–30 Zentimeter
Die einfachen, kurz gestielten, dünnen, leicht ledrigen Laubblätter sind gegenständig und kahl. Der kurze Blattstiel ist bis etwa 1,3 Zentimeter lang. Die Blätter sind ganzrandig, bespitzt bis spitz und eiförmig bis elliptisch. Sie sind 12,5–23 Zentimeter lang und 6,5–11,5 Zentimeter breit. Die abfallenden Nebenblätter sind verwachsen.
Es werden kleine und achselständige Rispen, Zymen gebildet. Die grünlichen, kleinen, etwa 6–7 Millimeter großen und zwittrigen, kurz gestielten Blüten mit doppelter Blütenhülle sind fünfzählig. Es ist ein sehr kleiner, etwas behaarter Blütenbecher vorhanden. Der außen etwas behaarte Kelch ist klein und fünfzipflig. Die Krone ist becherförmig verwachsen, mit einer am Schlund behaarten Kronröhre, mit ausladenden Zipfeln. Die kurzen Staubblätter sitzen oben in der Kronröhre. Der Fruchtknoten ist unterständig mit einem langen, etwas vorstehenden Griffel und großer, kopfiger, kegelförmiger Narbe.
Die gelben bis orangen dann roten, überreif bräunlichen und rundlichen, mehrsamigen, glatten Steinfrüchte mit beständigen, spitzen Kelchresten an der Spitze sind etwa 3–4,5 Zentimeter groß. Sie enthalten bis zu 5 rot-braune, abgeflachte und eiförmige bis elliptische, leicht runzlige Steinkerne. Die Pulpe ist bräunlich.

## Verbreitung
Sie kommt von Süd-, Ost- bis Zentral- bis nach Westafrika und im Sudan sowie in Madagaskar vor. Die Art wird auch in einigen anderen Ländern kultiviert, z. B. in der Karibik, auf Hawaii, in Australien oder in China und Indien.

## Systematik
Man kann zwei Varietäten unterscheiden:
- Vangueria madagascariensis var. abyssinica (A.Rich.) Puff: Sie kommt von  Eritrea bis ins nördliche Äthiopien vor.[1]
- Vangueria madagascariensis var. madagascariensis: Sie kommt im tropischen und im südlichen Afrika vor und in Madagaskar.[1]

## Verwendung
Die aromatischen, leicht sauren Früchte sind essbar. Sie müssen überreif konsumiert werden. Die Rinde und die Wurzeln werden medizinisch genutzt.
Das Holz kann für einigen Anwendungen genutzt werden.